# Ritratto d'uomo (Velázquez 1620)
Ritratto di uomo è un dipinto a olio su tela (40x36 cm) realizzato nel 1620 dal pittore Diego Velázquez.
È conservato nel Museo del Prado.
Velázquez ritrae il suo maestro e suocero, Francisco Pacheco del Río, vestito di nero con una gorgiera pieghettata.